# ميخائيل كير (لاعب دوري الرغبي)
ميخائيل كير (بالإنجليزية: Michael Kerr)‏ هو لاعب دوري الرغبي نيوزيلندي، ولد في 23 أبريل 1974.